# Малое Оленево
Ма́лое Оле́нево —  деревня в городском округе Семёновский Нижегородской области России. Входит в состав Хахальского сельсовета, ранее Светловского сельсовета.

## География
Деревня расположена южнее леса Оленевский Дол, в 9 км от административного центра сельсовета — деревни Хахалы и 58 км от областного центра — Нижнего Новгорода.
Часовой пояс
Малое Оленево, как и вся Нижегородская область, находится в часовой зоне МСК (московское время). Смещение применяемого времени относительно UTC составляет +3:00.

## Население
| 2002 | 2010 |
| ---- | ---- |
| 17   | ↘13  |